# Garthright House
La Garthright House est une maison dans le comté de Hanover, en Virginie, dans l'est des États-Unis. Elle est protégée[réf. nécessaire] au sein du Richmond National Battlefield Park.